# کروشچیتسا (بلا تسرکوا)
کروشچیتسا (به صربی: Kruščica) یک منطقهٔ مسکونی در صربستان است که در Bela Crkva municipality واقع شده‌است. کروشچیتسا ۹۸۹ نفر جمعیت دارد و ۱۶۶ متر بالاتر از سطح دریا واقع شده‌است.